# Jingyue-Brücke
Die Jingyue-Brücke (chinesisch 荊岳大橋, Pinyin Jīngyuè Dàqiáo) ist eine Schrägseilbrücke ungefähr 130 km südöstlich von Jingzhou, welche den sechs-spurigen Suiyue Expressway S49 von der Provinz Hubei über den Jangtsekiang in die Provinz Hunan führt. Das im Juni 2010 eröffnete Bauwerk zeichnet sich durch die verschieden hohen Pylone aus. Die Brücke gehört mit 826 Meter Stützweite zu den zehn Schrägseilbrücken mit den größten Spannweiten der Welt und gilt als längste Brücke mit gewöhnlichen H-Pylonen.
Die Schrägseilbrücke ist 1444 Meter lang und reicht vom östlichen Ufer nur bis zwei Drittel über den Fluss. Der Brückenteil nördlich der Hauptöffnung ist 398 Meter lang, der südliche 230 Meter. Die Brücke weist zwei unterschiedlich hohe Pylone auf: der größere steht ungefähr in der Mitte des Flusses und misst 265,5 Meter, der kleinere steht am südlichen Ufer und ist 224,5 Meter hoch.
Zu beiden Seiten der Schrägseilbrücke schließen Plattenbalkenbrücken an, die der gesamten Brücke eine Länge von ungefähr 4600 Meter geben. Sie ist Teil eines 5419 Meter langen Schnellstraßenabschnitt, der auch die beiden Mautstellen umfasst. Vor dem Bau der Brücke musste der gesamte Verkehr durch die 600 Meter flussabwärts liegende Daorenji–Changjiang-Fähre bewältigt werden.